# Le Fieu
Le Fieu ist eine französische Gemeinde mit 501 Einwohnern (Stand: 1. Januar 2022) im Département Gironde in der Region Nouvelle-Aquitaine. Sie gehört zum Arrondissement Libourne und zum Kanton Le Nord-Libournais. Die Einwohner werden Féodiens genannt.

## Geographie
Le Fieu liegt etwa 49 Kilometer nordöstlich von Bordeaux und etwa 23 Kilometer nordöstlich von Libourne. Umgeben wird Le Fieu von den Nachbargemeinden Les Églisottes-et-Chalaures im Norden, Saint-Christophe-de-Double im Osten und Nordosten, Porchères im Osten und Südosten, Coutras im Süden und Südwesten sowie Les Peintures im Westen. Im Süden reicht das Gemeindegebiet bis an die Isle.

## Bevölkerungsentwicklung
| Jahr                       | 1962 | 1968 | 1975 | 1982 | 1990 | 1999 | 2006 | 2013 | 2020 |
| Einwohner                  | 413  | 465  | 378  | 366  | 379  | 373  | 456  | 517  | 501  |
| Quellen: Cassini und INSEE |      |      |      |      |      |      |      |      |      |

## Sehenswürdigkeiten
- Neoromanische Kirche Saint-Nicolas mit Bronzeglocke aus dem Jahr 1542

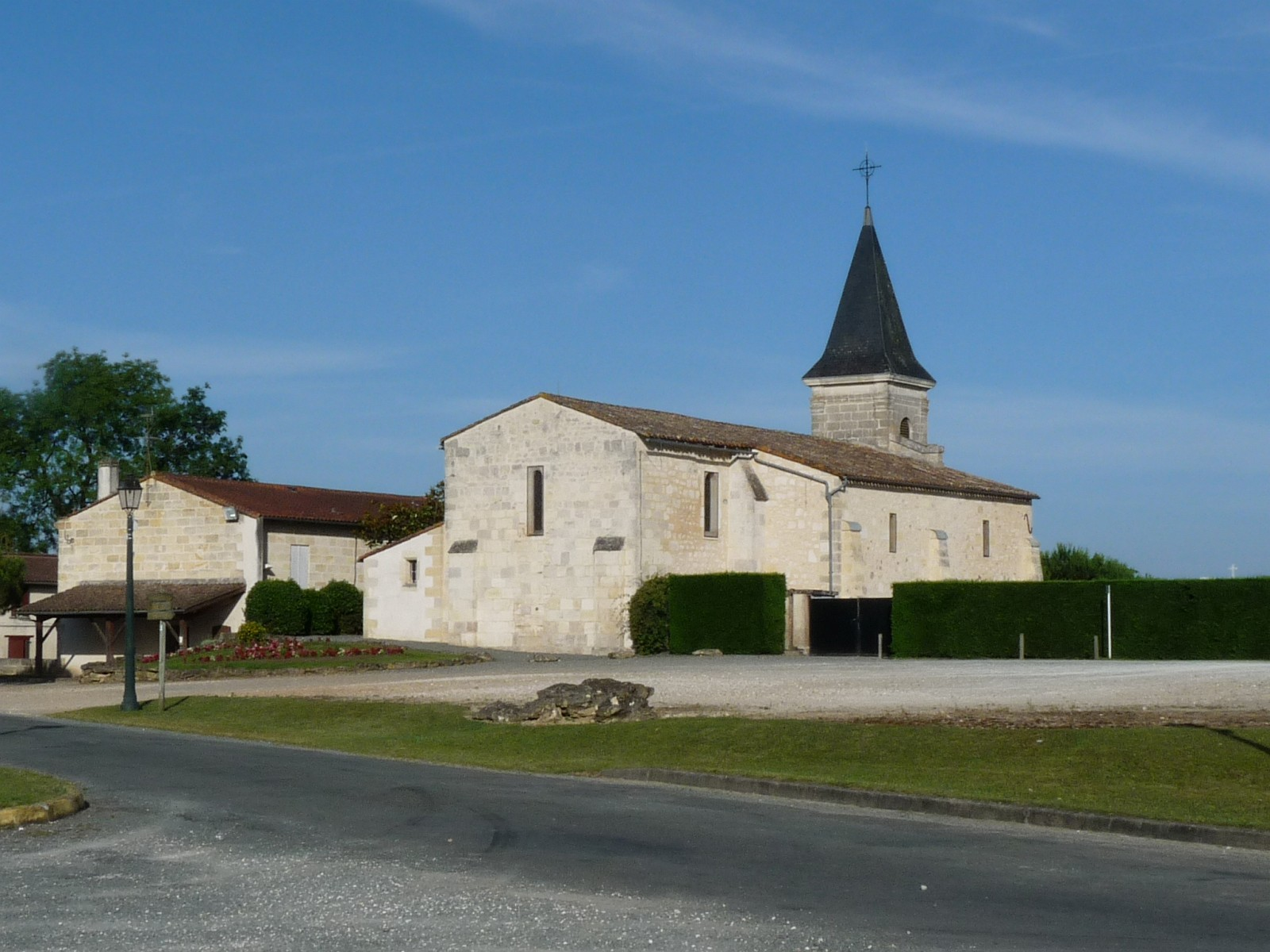
Kirche Saint-Nicolas